# Bắc Ninh
Bắc Ninh es una ciudad situada en el norte de Vietnam, capital de la provincia homónima situada a 30 km de la capital del país, Hanói. La ciudad es el centro cultural, administrativo y comercial de la provincia. Su área es de 82.60 km cuadrados , con una población de 501.199 habitantes en noviembre de 2017. Hasta enero de 2006, la ciudad de Bắc Ninh estaba considerada de segunda clase ((thị xã)) siendo ascendida a ciudad de primera clase en esa fecha (thành phố) en virtud del Decreto N.º 42/2009/ND-CP que clasifica a las ciudades vietnamitas oficialmente en Clase-1, Clase-2 o Clase-3.

## Historia
El nombre de la ciudad ( 北寧 "serenidad del norte") se deriva del chino-vietnamita. Entre el 6 y el 24 de marzo de 1884, fue el emplazamiento de una decisiva batalla en la guerra entre Francia y China de la Campaña de Tonkin (1883 a 1886). La ciudad cayó en manos de los franceses ese mes y posteriormente, bajo su dominio, la ciudad se confirmó como el centro político, económico y cultural de la administración colonial en la provincia. En esa época, Bắc Ninh se hizo conocida en Occidente por su artesanía en bandejas lacadas y cajas de madera negra con incrustaciones de nácar. La estación de tren de la ciudad se abrió en 1904.

## Edificios singulares
En la ciudad se encuentra la Academia de Banca de Vietnam, el campus de Bắc Ninh (Học viện Ngân hàng), la Escuela Internacional Kinh Bac, el campus principal de la Academia Militar de Política (Học viện Chính trị Quân sự) y la ya mencionada Estación de Ferrocarril de Bac Ninh. Hay un santuario dedicado a la diosa del almacenaje Ba Chua Kho y una catedral cristiana.

## Subdivisión administrativa
La ciudad se divide administrativamente en 19 unidades, incluyendo:
- 16 distritos (phường): Đáp Cầu, Hap Linh, Khắc Niệm,Phong Khê, Khúc Xuyên, Thị Cầu, Vũ Ninh, Suối Hoa, Tiền An, Ninh Xá, Vân dương, Vạn An, Vệ An, Kinh Bắc, Đại Phúc y Võ Cường -
- 3 pedanías rurales (xã): Hoa Long, Kim Chan y Nam Son.

## Galería
|                          |
| Santuario de Bà Chúa Kho |

|                          |
| Santuario de Bà Chúa Kho |

|                      |
| Catedral de Bắc Ninh |

|                       |
| Estatua de Lý Thái Tổ |

|                          |
| Centro cultural Kinh Bắc |

|                   |
| Museo in Bắc Ninh |

|                        |
| Biblioteca de Bắc Ninh |

|                                           |
| Autopista Nội Bài-Bắc Ninh (Autopista 18) |